# Autoridade Nacional Palestiniana
Esta página contém alguns caracteres especiais e é possível que a impressão não corresponda ao artigo original.
A Autoridade Nacional Palestiniana (português europeu) ou Palestina (português brasileiro) (ANP ou AP; em árabe: السلطة الوطنية الفلسطينية, transl As-Sulta Al-Wataniyya Al-Filastiniyya; em hebraico: הרשות הפלסטינית, Harashut Hafalastinit) é o órgão provisório de autogoverno estabelecido em 1994, após o Acordo Gaza-Jericó, para governar a Faixa de Gaza e as Áreas A e B da Cisjordânia, como consequência dos Acordos de Oslo de 1993. Desde as eleições de 2006 e o subsequente conflito de Gaza entre os partidos Fatah e Hamas, a sua autoridade se estende apenas nas áreas A e B da Cisjordânia. Desde janeiro de 2013, a Autoridade Palestina, controlada pelo Fatah, usa o nome "Estado da Palestina" em documentos oficiais.
A Autoridade Palestina foi formada em 1994, nos termos dos Acordos de Oslo entre a Organização de Libertação da Palestina (OLP) e o governo de Israel, como órgão provisório de cinco anos. Novas negociações deveriam então acontecer entre as duas partes em relação ao seu estatuto final. De acordo com os Acordos de Oslo, a Autoridade Palestina foi designada para ter o controle exclusivo de questões relacionadas com a segurança e as necessidades de civis em áreas urbanas palestinas (referida como "Área A") e apenas o controle civil sobre as áreas rurais palestinas ("Área B"). O restante dos territórios, incluindo os assentamentos israelenses, a região do Vale do Jordão e as estradas entre as comunidades palestinas, permaneceram sob controle militar israelense ("Área C"). Jerusalém Oriental foi excluída dos Acordos. As negociações com vários governos israelenses resultaram em controle adicional de algumas áreas pela ANP, mas o controle foi perdido em algumas regiões quando as Forças de Defesa de Israel (FDI) retomaram várias posições estratégicas durante a Segunda Intifada (Al-Aqsa). Em 2005, Israel se retirou unilateralmente dos seus assentamentos na Faixa de Gaza, expandindo assim o controle da Autoridade Palestina para toda a faixa, enquanto Israel manteve o controle das fronteiras, do espaço aéreo e da costa marítima do território.
Nas eleições legislativas palestinas de 25 de janeiro de 2006, o Hamas emergiu vitorioso e nomeou Ismail Haniyeh como primeiro-ministro da Autoridade. No entanto, o governo palestino da unidade nacional efetivamente entrou em colapso, quando um conflito violento entre o Hamas e o Fatah entrou em erupção, principalmente na Faixa de Gaza. Depois que a Faixa de Gaza foi tomada pelo Hamas em 14 de junho de 2007, o presidente da Autoridade, Mahmoud Abbas, rejeitou o governo de unidade liderado pelo Hamas e nomeou Salam Fayyad como primeiro-ministro, rejeitando Haniyeh. O movimento não foi reconhecido pelo Hamas, resultando em duas administrações distintas: a Autoridade Palestina, liderada pelo Fatah, controla a Cisjordânia, enquanto o governo rival do Hamas domina a Faixa de Gaza. O processo de reconciliação para unir os dois governos palestinos conseguiu algum progresso ao longo dos anos, mas não produziu uma reunificação.
A ANP recebeu assistência financeira da União Europeia e dos Estados Unidos (aproximadamente 1 bilhão de dólares em 2005). Todas as ajudas diretas foram suspensas em 7 de abril de 2006, como resultado da vitória do Hamas nas eleições parlamentares. Pouco tempo depois, os pagamentos foram retomados, mas foram direcionados diretamente para os escritórios de Mahmoud Abbas na Cisjordânia. Desde o dia 9 de janeiro de 2009, quando o mandato de Mahmoud Abbas como presidente deveria ter terminado e eleições terem sido convocadas, os partidários do Hamas na Faixa de Gaza deixaram de reconhecer a sua Presidência e, em vez disso, consideram Aziz Dweik, que atuou como presidente do Conselho Legislativo da Palestina, para ser o Presidente interino até que novas eleições fossem realizadas. Em novembro de 2012, as Nações Unidas reconheceram a Palestina como uma entidade observadora.

## História

### Criação

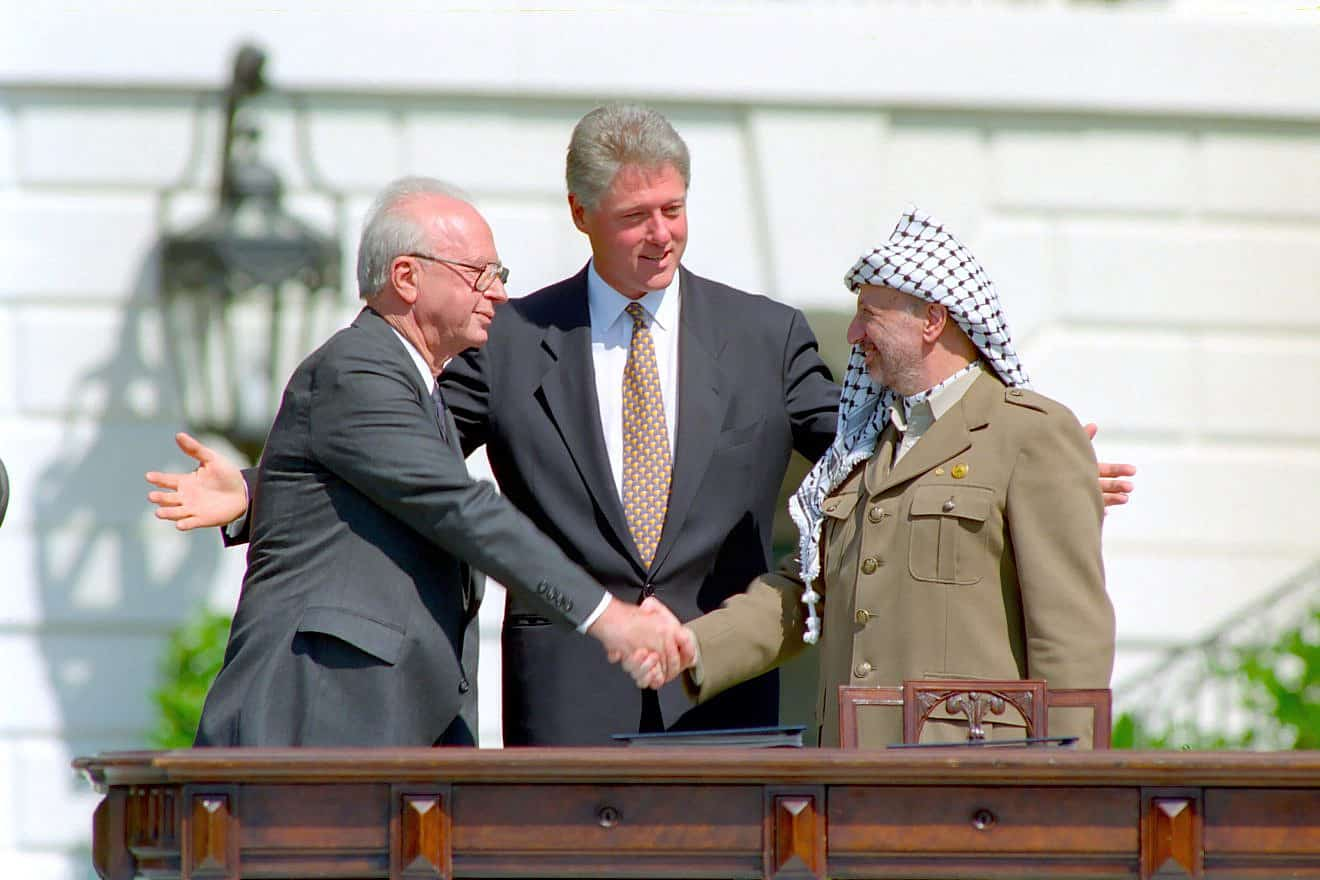
Yitzhak Rabin e Yasser Arafat dão as mãos, acompanhados por Bill Clinton, quando ocorreu a assinatura dos Acordos de Oslo, em 13 de setembro de 1993

A Autoridade Nacional Palestiniana surgiu como resultado dos Acordos de Oslo, assinados em setembro de 1993 por Israel e a Organização para a Libertação da Palestina. Nos termos estabelecidos, a autoridade deveria existir até maio de 1999. No fim deste período, esperava-se ter resolvido o estatuto final dos territórios da Faixa de Gaza e da Cisjordânia, ocupados por Israel após a vitória na Guerra dos Seis Dias de 1967. A Autoridade Nacional Palestiniana deveria administrar parte significativa destes territórios, assegurando através de forças policiais próprias a segurança dos territórios.
Em maio de 1994, Israel retirou-se de partes da Faixa de Gaza e da cidade de Jericó na Cisjordânia e em pouco tempo a autoridade entrou em funções. Os seus primeiros membros não foram eleitos, sendo membros da OLP. A autoridade assumiu o controle da educação, da saúde, turismo e finanças.
Apesar da oposição a este processo, oriunda quer do lado palestiniano, quer do lado israelita, a 28 de setembro de 1995 Arafat e o primeiro-ministro israelense Rabin assinaram um acordo em Washington no qual se previa a expansão do controlo da ANP na Cisjordânia, assim como a realização de eleições para a presidência da ANP e para o Conselho Legislativo da Palestina. As cidades de Jenin, Nablus, Tulkarm, Belém, Qalqilyah e Ramallah, todas situadas na Cisjordânia, passaram para o controlo da ANP. Em outubro de 1995, Israel entregou pequenas aldeias da Cisjordânia à ANP.
Em janeiro de 1996, tiveram lugar as primeiras eleições para a presidência da Autoridade Nacional Palestiniana e para o Conselho Legislativo da Palestina. Yasser Arafat foi eleito presidente com 87,1% dos votos, ocupando o cargo até à sua morte em dezembro de 2004. O seu partido, o Fatah, ganhou 55 dos 88 lugares do conselho.
O cargo de primeiro-ministro da ANP foi criado em 2003 pelo Conselho Legislativo da Palestina, em larga medida por sugestão dos Estados Unidos, tendo sido Mahmoud Abbas (eleito presidente da ANP em janeiro de 2005) o primeiro a ocupar o cargo.
Em fevereiro de 2005, o primeiro-ministro de Israel Ariel Sharon e Mahmoud Abbas encontraram-se numa cimeira em Sharm al-Sheikh e declararam uma trégua que terminou com a Intifada de Al-Aqsa. Em setembro do mesmo ano, Israel deu por terminada a retirada dos seus colonatos da Faixa de Gaza e, a partir de então, a ANP passou a assumir o controlo daquele território.

### Ruptura de 2006
Em janeiro de 2006, o Hamas, grupo considerado terrorista pelo governo de Israel, venceu as eleições parlamentares e formou governo com Ismail Haniya como primeiro-ministro. Analistas políticos consideraram a derrota do partido moderado Fatah nas eleições resultado da insatisfação da população palestina com a incompetência e corrupção do partido Fatah, que detinha o poder da Autoridade Palestina.
No dia 15 de junho, após uma série de conflitos na ANP, o Presidente Mahmoud Abbas destituiu Ismail Haniyeh do cargo de primeiro-ministro e nomeou Salam Fayyad como primeiro-ministro palestino. O Hamas rejeitou Salam Fayyad e disse que vai continuar controlando a ANP.

## Política

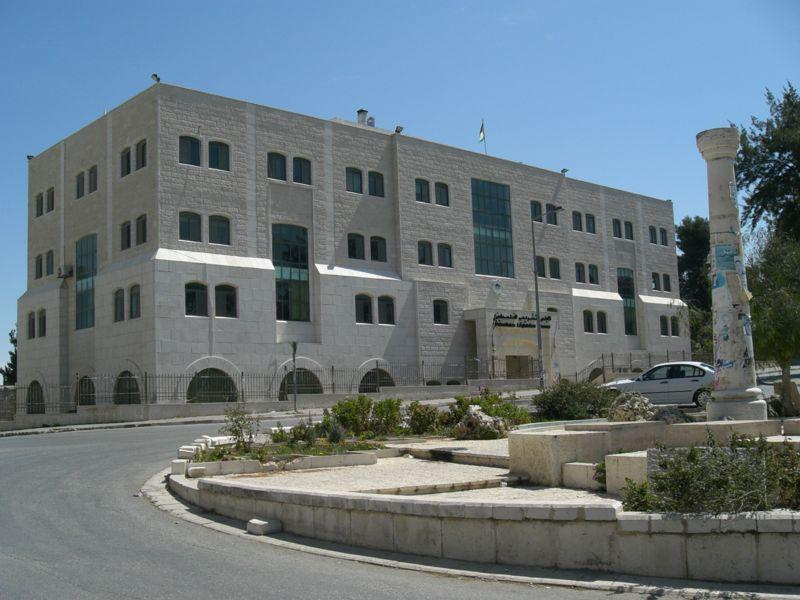
Conselho Legislativo da Palestina em Ramala.

A Autoridade Nacional Palestiniana é composta por um ramo executivo e por um ramo legislativo.
O ramo executivo é encabeçado pelo presidente, eleito para um mandato de cinco anos, podendo ser reeleito uma vez. O presidente nomeia um primeiro-ministro que governa acompanhado pelos ministros do seu gabinete. O cargo de primeiro-ministro da Autoridade Nacional Palestiniana é recente, tendo sido instituído em maio de 2003.
O ramo legislativo corresponde ao Conselho Legislativo Palestiniano, órgão composto por 132 membros eleitos pelos palestinianos maiores de 18 anos residentes na Faixa de Gaza e na Cisjordânia.

### Relações internacionais

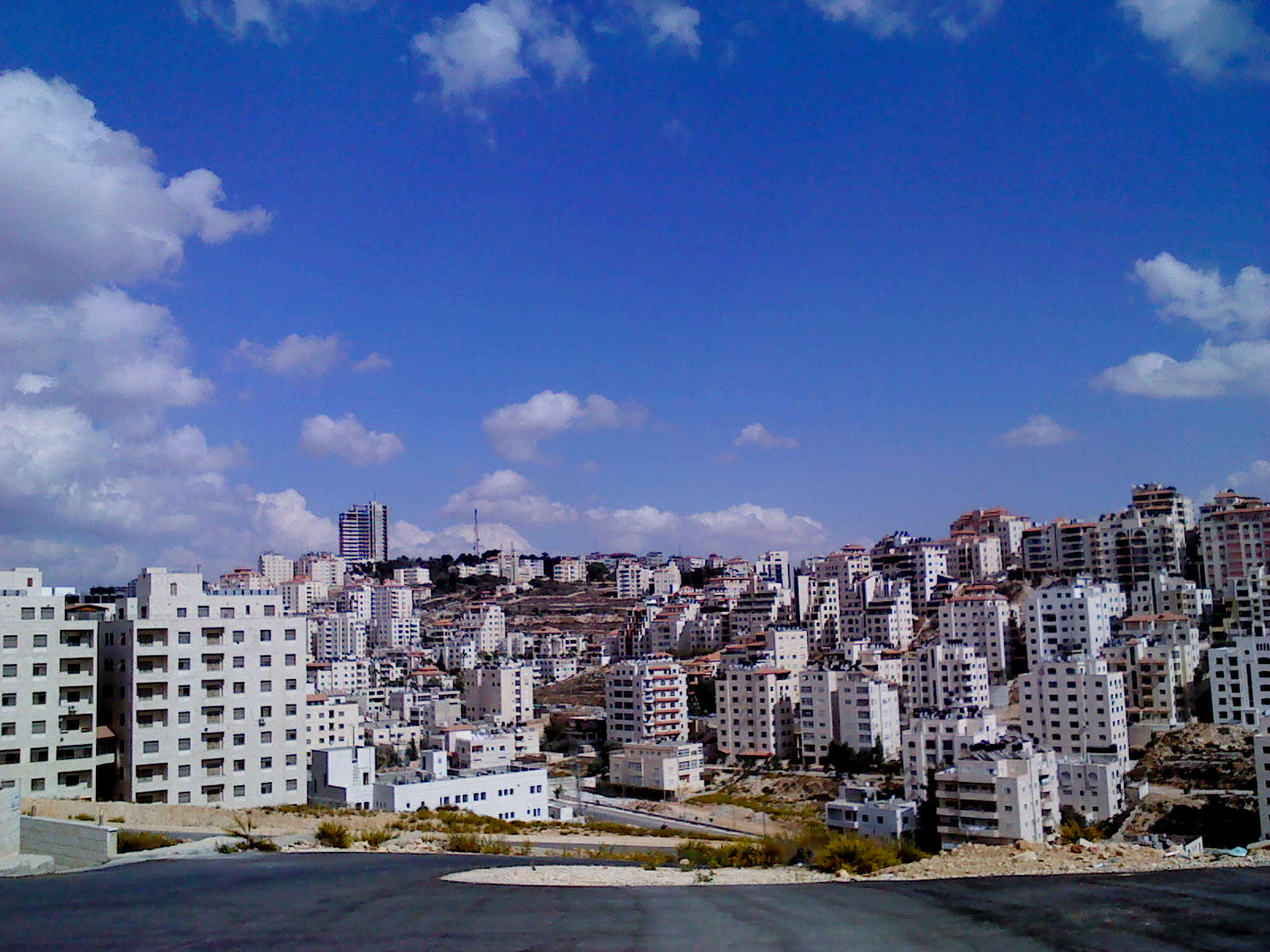
Ramala, atual capital da ANP.

Ao longo dos anos o reconhecimento da Autoridade Nacional Palestina como um Estado é cada vez maior e já ultrapassa 100 países. Em dezembro de 2010, o Brasil passou também a reconhecer, formalmente, o Estado palestino. Em 29 de novembro de 2012, a Assembleia Geral das Nações Unidas elevou o status da Palestina para Estado observador. Para muitos, é um passo para o reconhecimento do Estado Palestino. A resolução A/67/L28 deixou a Autoridade Nacional Palestina com um estatuto semelhante ao da Santa Sé nas Nações Unidas. Em 1 de abril de 2015, a Autoridade Palestina entrou oficialmente para o Tribunal Penal Internacional (TPI).

## Subdivisões

Mapa mostrando a área sob controle formal da ANP (área A e B da Cisjordânia, em verde escuro). A Faixa de Gaza, em verde claro, está sob controle do Hamas

Após a assinatura dos Acordos de Oslo, a Cisjordânia e a Faixa de Gaza foram divididas em áreas (A, B e C) e províncias (ou "governorates"). A área A refere-se à área sob segurança e controle civil da ANP. A área B, refere-se a área sob controle militar de Israel e controle civil palestino. A área C refere-se à área sob total controle israelense, como assentamentos.
Desde a Batalha de Gaza (2007) a maior parte da Faixa de Gaza está sob controle do Hamas, com a Autoridade Palestina afirmando que já não tem, oficialmente, o controle da Faixa de Gaza.
A ANP divide os territórios palestinos em 16 províncias:
- Província de Jenin
- Província de Tubas
- Província de Nablus
- Província de Tulcarém
- Província de Salfit
- Província de Calquília
- Província de Ramallah and al-Bireh
- Província de Jericó
- Província de Jerusalém
- Província de Belém
- Província de Hebrom
- Província Norte
- Província de Gaza
- Província de Deir el-Balah
- Província de Khan Yunis
- Província de Rafa

## Economia

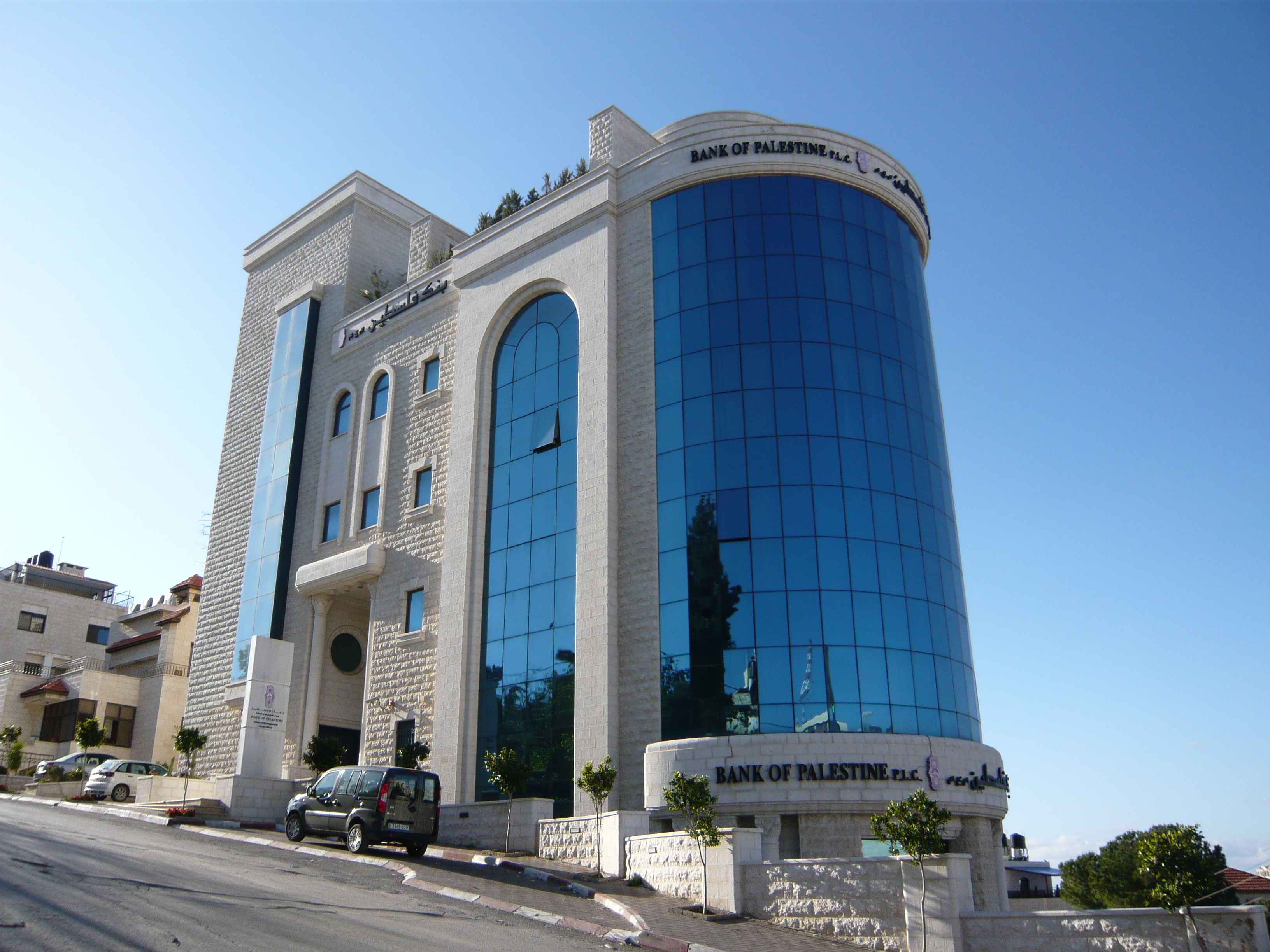
Banco da Palestina em Ramala

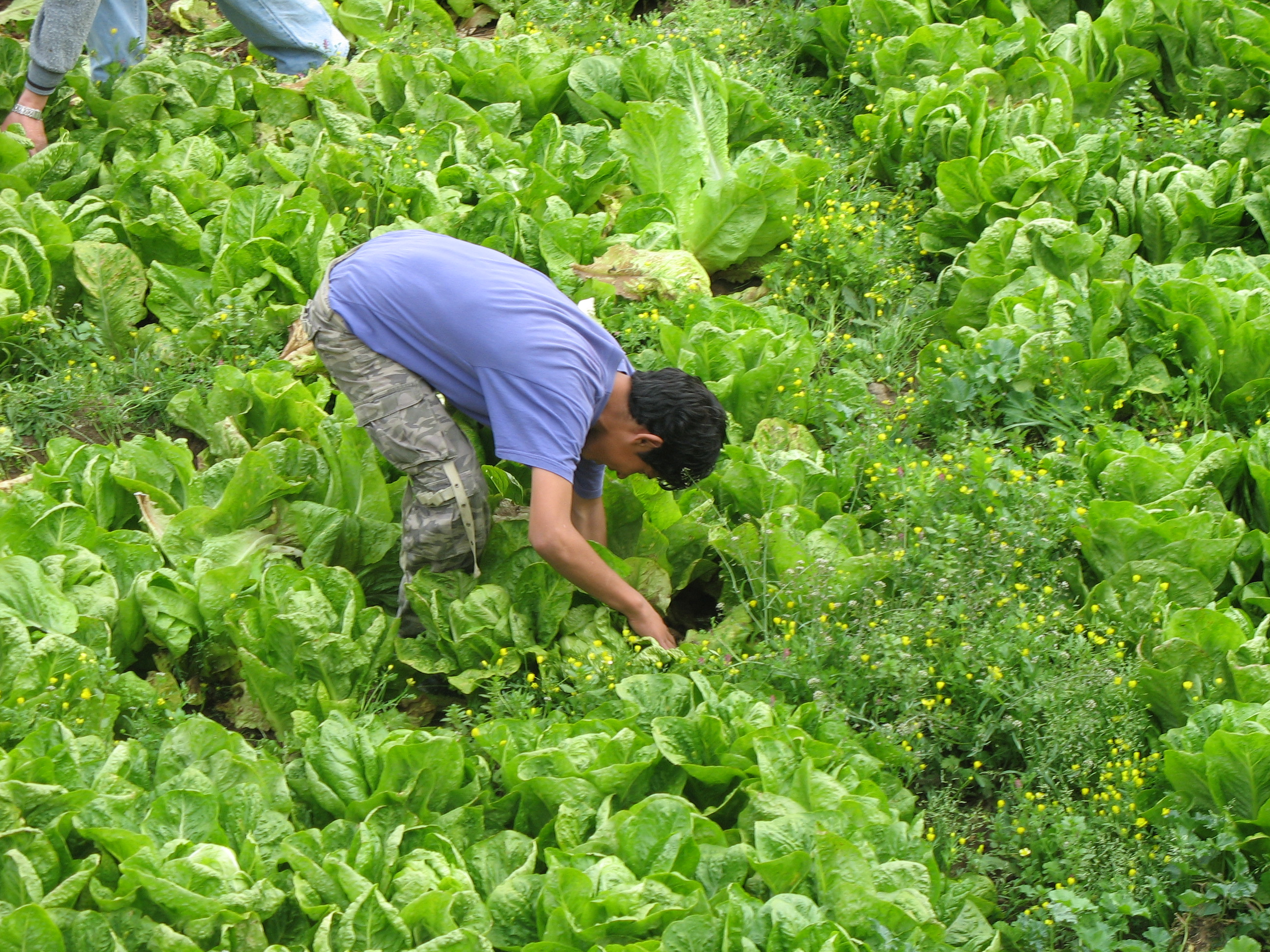
Colheita de alface na vila de Artas

Em 2007, a economia na Cisjordânia melhorou gradualmente. A economia da Cisjordânia tem mostrado um curso de desenvolvimento completamente distinta do da Faixa de Gaza. O crescimento econômico para as áreas ocupadas atingiu cerca de 4-5% e a taxa de desemprego caiu para cerca de 3%. Estimativas israelenses indicam que os salários na Cisjordânia aumentaram mais de 20% em 2008 e o comércio cresceu cerca de 35%. O turismo em Belém dobrou os seus níveis anteriores e o turismo aumentou 50% em Jericó. O relatório do Fundo Monetário Internacional para a Cisjordânia previa uma taxa de crescimento de 7% para 2009. As vendas de automóveis em 2008 duplicaram em relação a 2007. A primeira cidade planejada palestina, chamada Rawabi, será construída ao norte de Ramallah, com a ajuda de fundos do Qatar. Os militares israelenses removeram cerca de 200 postos de controle e bloqueios em uma série de reduções nas medidas de segurança.
Os negócios internacionais com base na Cisjordânia deverão se beneficiar de um  sistema baseado na web para acompanhamento das mercadorias que entram e saem da área, lançado em agosto de 2009 pelas autoridades aduaneiras palestinianas em parceria com a Conferência das Nações Unidas sobre Comércio e Desenvolvimento.
Vários esforços já começaram através do Plano Vale da Paz, estabelecendo parques industriais através da ajuda de oficiais israelenses e de governos europeus.
A cooperação econômica entre as autoridades israelenses em Gilboa e funcionários palestinos em Jenin, começou a trazer grandes resultados e benefícios. Em outubro de 2009, um novo projeto teve início com a promoção do turismo e das viagens entre as duas áreas. Os esforços de novos negócios e atrações turísticas foram sido iniciadas em Jenin. As duas regiões estão a planejar uma zona industrial conjunta que ligaria a fronteira. Palestinos produzem artesanato produzidos localmente e vendê-los através de Gilboa para outras regiões do mundo.
Em 2009, o crescimento econômico da região foi de 7%, superior ao de Israel e do Ocidente. O turismo em Belém, que dobrou para 1 milhão em 2008, subiu para quase 1,5 milhões em 2009. As importações de carros novos aumentaram 44%. Um shopping novo foi inaugurado em Jenin e Nablus.
De acordo com o Fundo Monetário Internacional, a economia da Faixa de Gaza e da Cisjordânia cresceu 9% e 16%, respectivamente, em 2010. Autoridades israelenses alegaram os novos dados do FMI mostram as "políticas relaxadas de Netanyahu" em relação à Autoridade Palestina, incluindo a "eliminação de centenas de bloqueios". O FMI acredita que a Autoridade Palestina tem conseguido reformar seu setor financeiro nos "últimos 12 meses", incluindo o estabelecimento de normas de um sistema bancário internacional e do sistema de pontuação de crédito modernos que permitem aos palestinos pedir o empréstimos de forma mais fácil.

## Infraestrutura

### Educação
A Universidade Al-Aqsa é uma universidade Palestina estabelecida nos Territórios Palestinos na Faixa de Gaza desde 1991.